# الشركة العربية لصناعة الحفارات
الشركة العربية لصناعة الحفارات هي مشروع مشترك بين أرامكو السعودية وناشيونال أويل ويل فاركو (NOV)، تأسست في مارس 2018، وتهدف إلى تصنيع أجهزة الحفر ومعداتها في السعودية، وتقديم خدمات ما بعد البيع، يقع مقرها في رأس الخير.